# Tropidocephala flavovittata
Tropidocephala flavovittata är en insektsart som beskrevs av Matsumura 1907. Tropidocephala flavovittata ingår i släktet Tropidocephala och familjen sporrstritar. Inga underarter finns listade i Catalogue of Life.